# ولاية ميلة
ولاية ميلة تقع بالشمال الشرقي الجزائري تحدها ولاية جيجل من الشمال ، ولاية سكيكدة من الشمال الشرقي، ولاية قسنطينة شرقا،ولاية أم البواقي من الجنوب الشرقي،ولاية باتنة من الجنوب،و ولاية سطيف من الجهة الغربية، تبلغ مساحتها 3407.00 كم²، بتعداد سكاني قدّر (سنة 2024) بـ: 1006٫199 نسمة...أما الكثافة السكانية فبلغت 291 نسمة/كم² من نفس السنة.مناع يونس محرر

## التسمية
ذكرت ميلة في العديد من المنقوشات الأثرية بعدة تسميات منها: Milev, Milavienne, Mulium, Molium, Médius,Milo, Milah و Mila
وأما عن أصل التسمية، فقد اختلفت الآراء والتأويلات، ولكن اتفق جل الباحثين على أن أصلها أمازيغي ميلاف تعني الألف ساقية أو الأرض المسقية. وميلو تعني الظل في اللغة الأمازيغية وميديوس تعني المكان الذي يتوسط عدة أمكنة وهو مشتق من موقعها الجغرافي حيث تتوسط أهم المدن القديمة.

## لمحة تاريخية
أثناء الاستعمار الفرنسي للجزائر، كانت أراضي الولاية جزءا من دائرة قسنطينة التي كانت تغطي كامل شمال شرق الجزائر ثم تمتد إلى الحدود التونسية. وفي سنة 1956 عندما تم تقليص دائرة قسنطينة الجديدة إلى منطقة قسنطينة وساحلها، تم دمج منطقة ميلة فيها بالكامل. ثم غطت الدائرة 19.899 كلم2 وتضم سبع عمالات فرعية: ميلة، عين البيضاء، عين مليلة، القل، جدجلي (جيجل)، الميلية، وفيليبفيل (سكيكدة). خلال حرب الجزائر، كانت ميلة جزءًا من الولاية التاريخية الثانية: شمال القسطنطينية، وهي منطقة عسكرية لجبهة التحرير الوطني ناتجة عن الانقسام الذي تم تطويره خلال مؤتمر الصومام في عام 1956.
ولم يتم إنشاء ولاية ميلة إلا خلال التقسيم الإداري الجزائري الجديد عام 1984، وجعلت مدينة ميلة عاصمة للولاية. وهكذا فإن ولاية ميلة ناتجة عن تقاسم ولايتي قسنطينة وجيجل. معظم الولاية تأتي من ولاية قسنطينة بينما كان جزء من شمال الولاية سابقا جزءا من ولاية جيجل. تضم ولاية ميلة اليوم 32 بلدية على 13 دائرة.

## جغرافيا

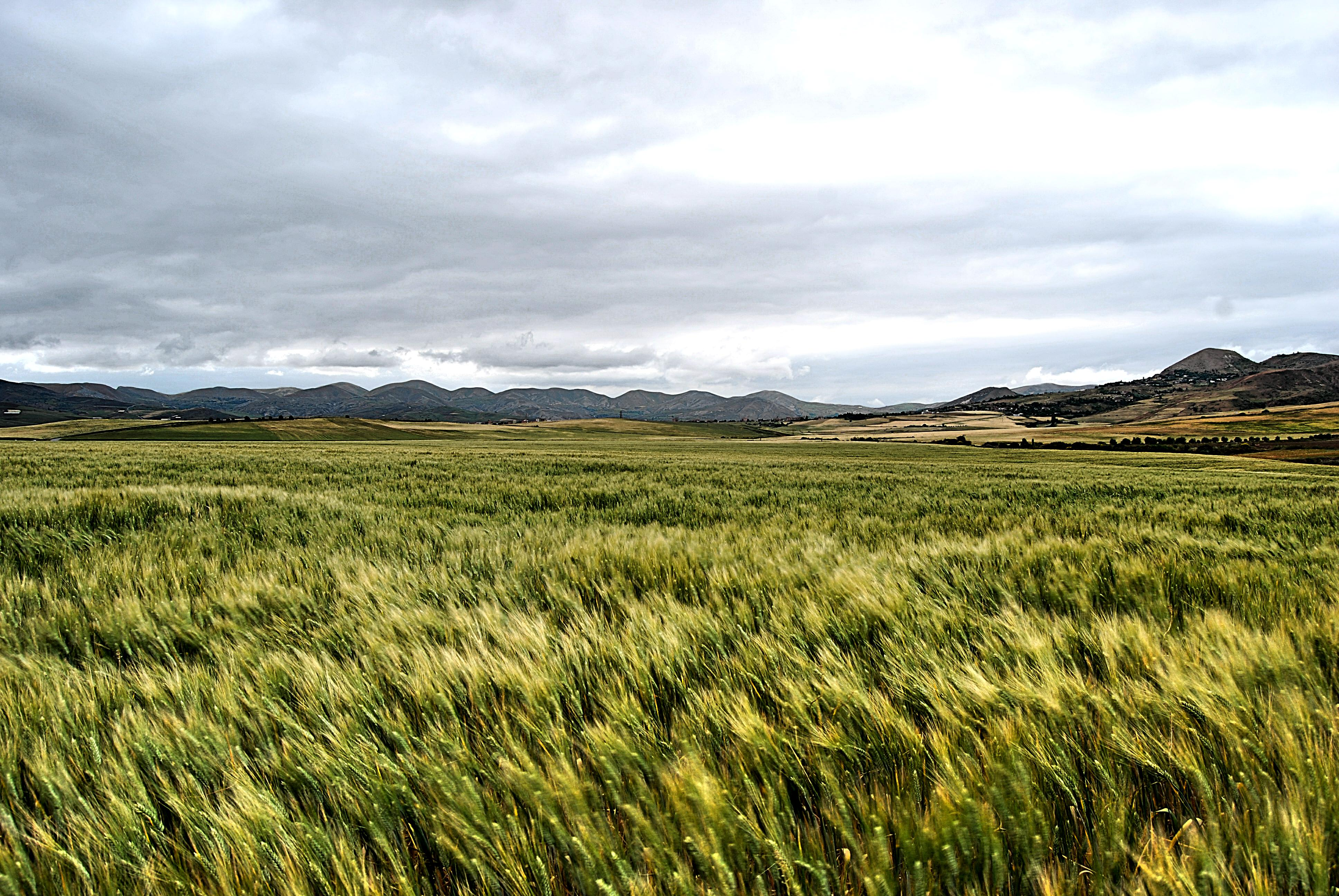
سهل فرجيوة

### التضاريس
ولاية ميلة تتميز بتضاريس مختلفة يمكن حصرها في منطقتين متباينتين
- في الشمال عبارة عن جبال وتلال متزاحمة كجبال مسيد عيشة، زواغة، والحلفة
- في الجنوب عبارة عن سهول مفتوحة وهضاب عليا.

### الموقع
تحدها الولايات التالية:
- من الشرق: ولاية قسنطينة
- من الغرب: ولاية سطيف
- من الشمال: ولاية جيجل
- من الشمال الشرقي: ولاية سكيكدة
- من الجنوب: ولاية باتنة
- ومن الجنوب الشرقي: ولاية أم البواقي

### المناخ

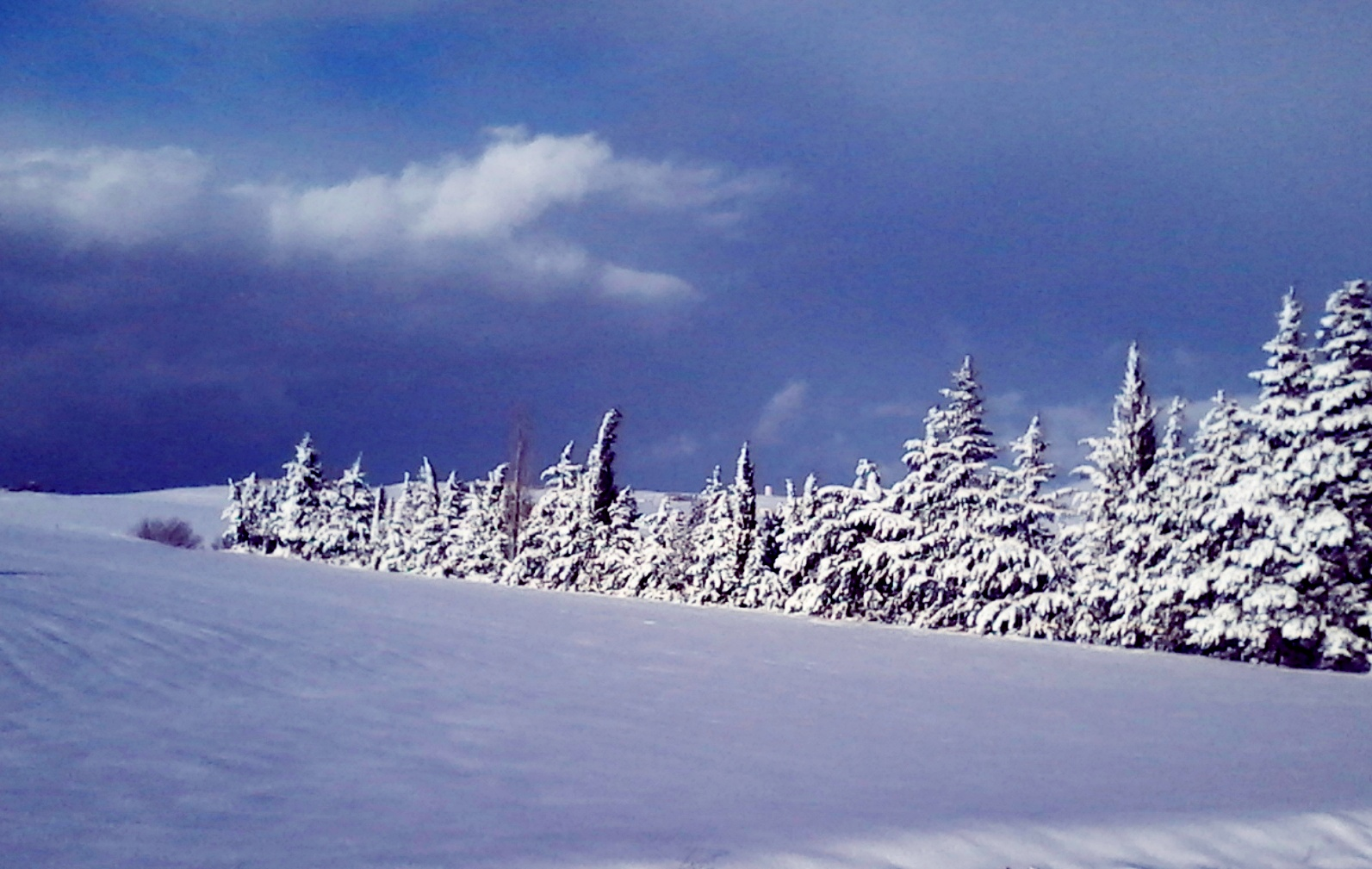
صورة من قرية ريغة في ولاية ميلة

مناخ ولاية ميلة هو مناخ رطب في الشمال، إلى أقل رطوبة كلما اتجهنا جنوبا، إلى أن يصبح قاحلا في جنوب الولاية، معدل الأمطار يتراوح بين 600 و 900 ملم في الشمال كحد أقصى في جبل مسيد عيشة ب 920 ملم، وبين 400 و 600 في الوسط إلى أن يتناقص إلى أقل من 400 في الجنوب. عامة تشهد الولاية سنويا تساقط الثلوج على المرتفعات، وصيفا درجات حرارة مرتفعة تصل في بعض الأحيان إلى + 42.

### المياه

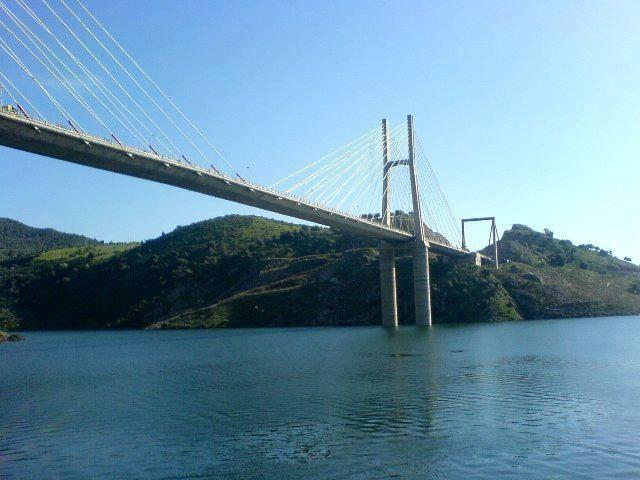
سد بني هارون

تحتضن ولاية ميلة أكبر سد مائي على المستوى الوطني بسد بني هارون، الذي يعتبر أهم مصدر للمياه في الشرق الجزائري بتزويده عدة ولايات بالمياه الشروب، والمياه الموجهة لسقي الأراضي، هذا السد يعتمد رأسا على واد الرمال وواد كبير، ليتم ضح مياهه إلى سد التخزين بواد العثمانية.
ونظرا لطابع الولاية الجغرافي فهي تحتوي على عدد لا حصر له من منابع المياه المعدنية الصافية.

## ميلة تاريخيا
يرجع تاريخ ميلة إلى العصر الحجري الحديث، حيث يوجد بالولاية أحد أهم مواقع ما قبل التاريخ في الجزائر، نخص بالذكر موقع مشتى العربي قرب شلغوم العيد أو بالأحرى إنسان مشتى العربي الذي يعود إلى الحضارة القفصية في شمال إفريقيا. أما عن المدينة فقد تم اكتشاف أدوات صوانيه في السهل الشمالي الغربي الممتد بين المدينة القديمة وواد بوخنزير ووادي مخزود، وهي ذات أحجام مختلفة.
برزت ميلة في العهد النوميدي كإحدى أهم المدن التابعة لماسينيسا، حيث تذكر المصادر أنها كانت إحدى مقاطعاتها تدعى ميلو نسبة إلى ملكة كانت تحكمها. في العهد الروماني وفي عهد يوليوس قيصر ظهرت ميلاف كواحدة من المدن الأربع التي تشكل الكونفدرالية السيرتية.
تعاقبت على ميلة أربعة عهود متتالية العهد الروماني والوندالي فالبيز نطي أي العهد المسيحي وثانيها الفتح الإسلامي وثالثها العهد التركي ورابعها العهد الفرنسي:

### ميلة في العهد النوميدي
تعتبر منطقة ميلة من المناطق النوميدية العريقة التي ظهرت في الشرق الجزائري تتخللها مساحات سهلية شاسعة خصبة صالحة للفلاحة وتربية المواشي وتكثر فيها البساتين والحدائق وأشجار التفاح والأجاص لتوفر المياه بالمنطقة وغزارتها.عرفت ميلة استقرارا بشريا مبكرا والتجمعات السكانية قبل الاحتلال الروماني وكانت تشمل على قرى وبوادي تقطنها القبائل النوميدية وبعض الجاليات البونيقية.على الرّغم من عدم توفر المصادر التاريخية التي تشير إلى عمران النوميدين وكانت ميلة تابعة إداريا وسياسيا لمملكة الماسييسيل والتي عاصمتها مدينة «سيرتا» وكان سكانها في هذه الفترة لا يختلفون عن سكان العاصمة الإقليمية في العناصر البشرية وتكون مدينة ميلة قد استفادت من تأثيرات الحضارة النوميدية والبونقية في نمط البناء والعمران لقربها من سيرتا ومجاورتها لها.
ولعل مدينة ميلة كانت قرية صغيرة أو قلعة عسكرية أمامية مع مدينة تيديس لحماية مدينة سرتا عاصمة المملكة النوميدية وقد زاد من أهميتها المكانة الاقتصادية فموقع ميلة في التل وبالقرب من الموانئ الساحلية والمدن الداخلية جعلها تشكل المحور الذي تتلاقى فيه شبكة الطرق المؤديّة إلى عاصمة الإقليم حيت كانت محطة رئيسية للقوافل التجارية وسوقا ذائعة الصيت تستفيد منها المناطق والمدن المجاورة لها كانت مدينة ميلة تسمى في هذه الفترة «ميلو» «ملو» وهو اسم كان يطلق على ملكة نوميدية قديمة ويؤكد هذه الفرضية التمثال الذي اكتشف في الحفريات التي جرت في المدينة سنة 1880

### ميلة في العهد الرومانية

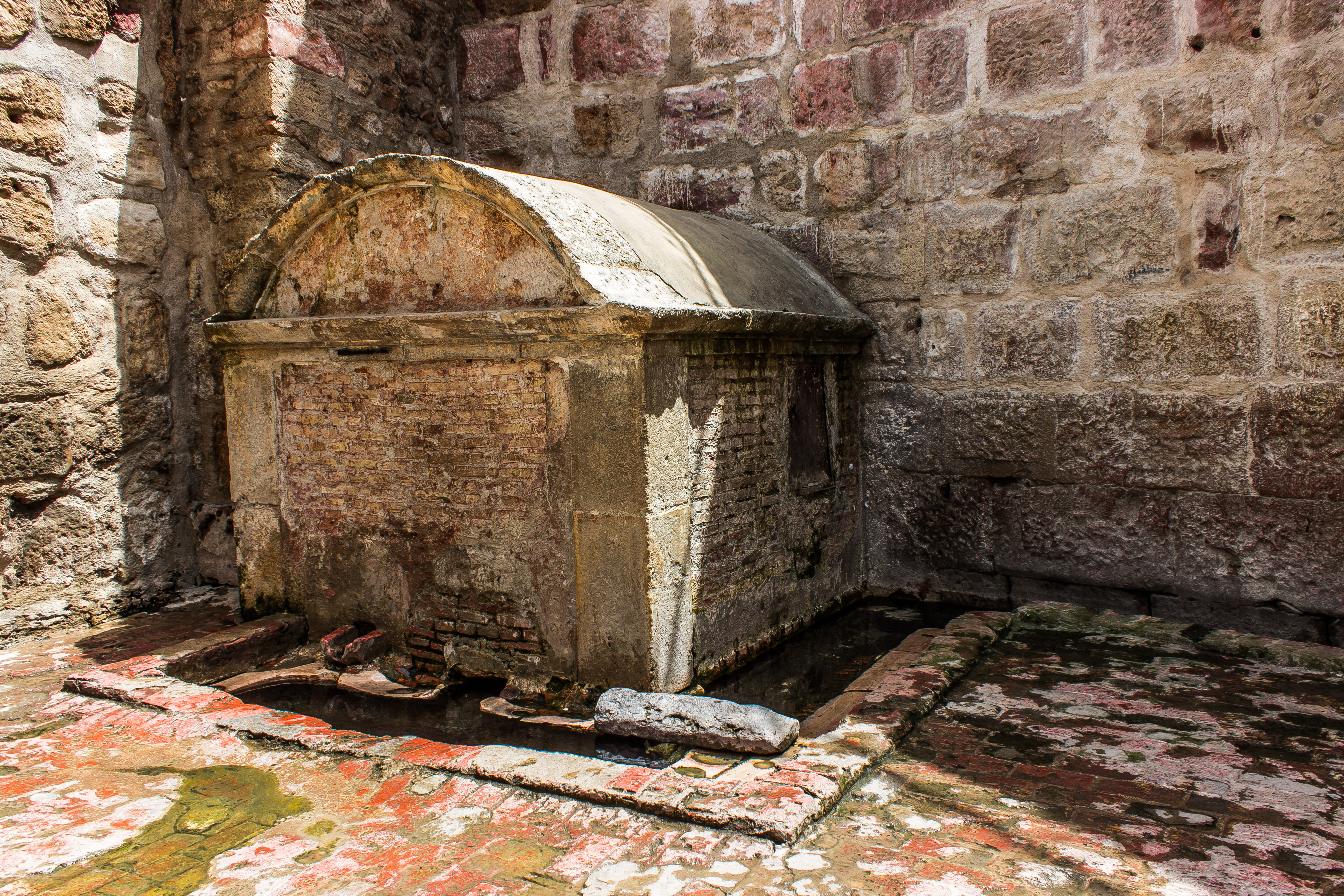
عين رومانية تدعى عين البلد

قام الرومان باحتلال مدينة سرتا سنة 112ق م فامتد سلطانهم إلى المناطق والمدن التابعة لها ولا سيما القريبة منها كميلة وقد اهتم الرومان بتخطيط مدينة ميلة وتعميرها فجلبوا إليها المياه عن المناطق المجاورة كما أنشاوا الدور والقصور والأبراج والأسوار وتشييد شبكة الطرق والمواصلات داخل المدينة وخارجها وربطها بمدن تقع على الخط الأفقي الممتد منها إلى مدينة سيرتا (قسنطينة) شرقا وكويكول (جميلة) في الجنوب الغربي وتأسيس خطوط عمودية أخرى تربطها بالموانئ الساحلية، وقد صارت مدينة ميلة قاعدة هامة لحماية مدينة قسنطينة من الثورات المحلية ومن الهجومات الخارجية. شيد الرومان ميلة من حجارة وصخور الجبال المحيطة بها كما حفرت بها الآبار والعيون وأقيمت بالقرب منها بعض السدود الصغيرة لسقي الحقول التي اشتهرت بها المنطقة حتى سميت ميلة بـ«ملكة الحبوب والحليب» يقول المؤرخ والرحالة الروماني بوليبيوس
| ولاية ميلة | كانت ميلاف في أول الأمر قلاعا حربية للدفاع عن سيرتا ثم أخذت في التوسع إلى أن أصبحت في عهد تراجان شبيهة بسيرتا | ولاية ميلة |

عمل الرومان على نشر الديانة المسيحية في المدينة خاصة في القرن الثالث الميلادي فكانت معقلا من معاقل المسيحية في المنطقة، وقد بنيت بها واحدة من أقدم الكنائس في الجزائر وقد اشتهرت المدينة بقديسها أوبطاتوس الميلي المناهض للمذهب الدوناتي وصاحب المؤلفات العديدة وقد عقد بها مؤتمرين للمجمع الكنسي الأول سنة 402 والثاني في 416 ميلادي والذي ترأسه القديس أوغسطين بنفسه.

### ميلة في العهد الوندالي
بعد انحطاط الإمبراطورية الرومانية وانشقاقها زحف الوندال إلى بلاد المغرب ومكثوا في الإقليم الشرقي حوالي قرن من الزمن ويحتمل أن ميلاف قد أخضعت سنة 445م من طرف القائد الوندالي بيليزار الذي جعلها مركزا لمراقبة باقي الأقاليم المجاورة.

### ميلة في العهد اليبزنطي
استولى البيزنطيون على المدينة سنة (539-540م) ويبدوا أن البز نطيين جدّدوا بناء أسوارها وأبوابها ومنشآتها العمرانية، ونظرا لأهميتها الدينية والإستراتجية جعلوا منها المدينة القلعة حيث قام القائد سولومون ببناء السور المحيط بالمدينة وطوله 1200 متر ودعمه بـ 14 برج للمراقبة، وقد حرس على ضم أهم معالم المدينة الرومانية. أي أن القديس أو ville évêché - وقد كان للمدينة في العهد البيزنطي دور ديني بالغ الأهمية - الراهب هو السلطة الحاكمة في المدينة.
عمل البيزنطيون على إرهاق السكان بالضرائب والمغارم الباهضة وباضطهاد ديني ظالم مما دفعهم إلى الانتفاض فأكثروا من الثورات والإنتفاضات ضد الوجود البيزنطي في المدن والقلاع والحصون والمزارع، غير أن هذه الثورات المتكررة لم تتمكن من إزالة اللاحتلال البيزنطي واستمر ذلك حتى الفتح الإسلامي.

### ميلة إبان الفتح العربي الإسلامي

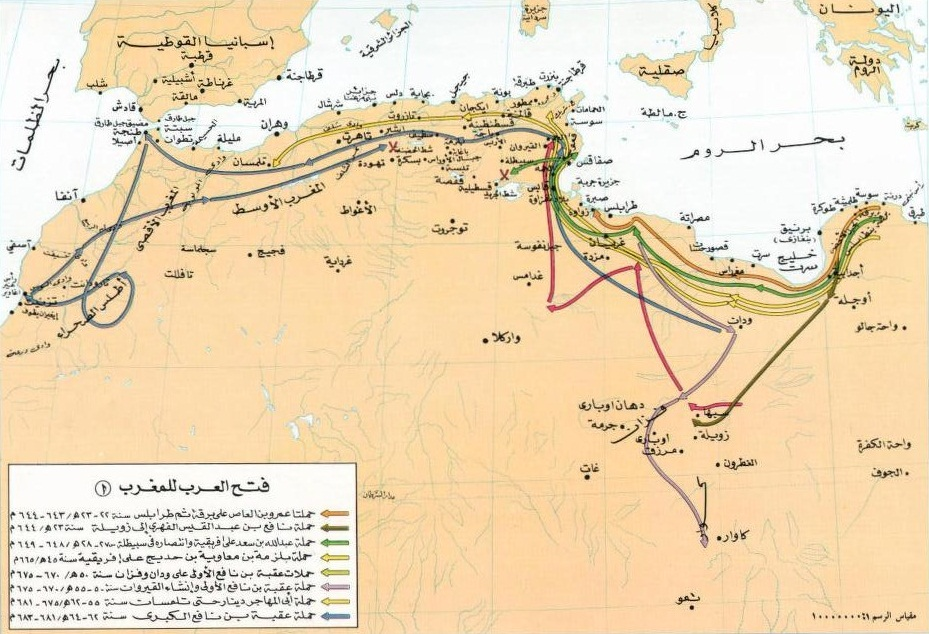
فتوح بلاد المغرب

سنة 674م أي سنة 55هـ دخل الصحابي الجليل أبو المهاجر دينار ميلة فاتحا، بعد أن حاصرها حصارا محكما وقطع عن أهلها الماء حتى استسلموا له فسقطت في يده ودخلها منتصرا واستقر بها وقام ببناء أول مسجد في الجزائر والثاني في بلاد المغرب بعد مسجد عقبة بن نافع في القيروان التونسية على أنقاض الكنيسة الرومانية والذي يطلق عليه اليوم اسم «مسجد سيدي غانم» كما قام بتشييد دار الإمارة ملاصقة له. وقد اختار ميلة لتكون مقر العمليات الحربية في المغرب الأوسط، ونقطة إشعاع للفكر الإسلامي الجديد وقد اختارها لأنها تقع بين التجمعات السكانية الكبيرة، وتتوسط مدن الشرق الجزائري وأكبر القبائل البربرية من جهة والمغرب الأوسط وإفريقية من جهة أخرى وطهّر بذلك أهل المنطقة من الثالوث المسيحي وحوّل مدينة ميلة من مدينة بيزنطية مسيحية إلى مدينة عربية إسلامية.

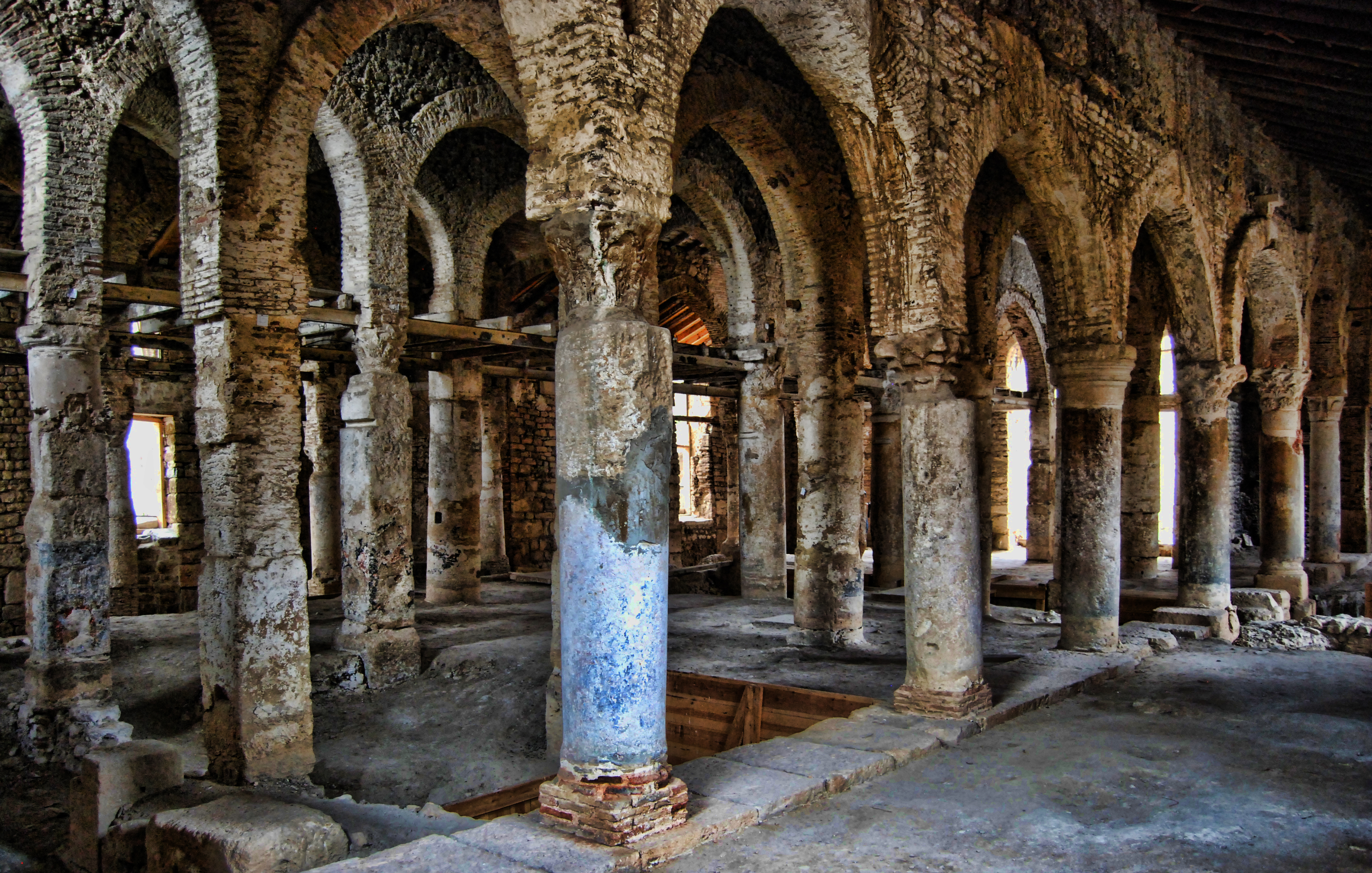
مسجد سيدي غانم

اعتنق سكان ميلة الدين الإسلامي ثّم بدأوُ يبتعدون شيئا فشيئا عن المظاهر التي كانت سائدة قبل الإسلام وأخدوا يتخلون عن الحضارة البيزنطية واللغة اللاتينية، ومع مرور السنوات اندثرت لغة كتامة وأصبحت اللغة العربية هي اللغة المتداولة حتى الآن، ومنذ ذلك التاريخ ازدادت الأهمية الإستراتجية والاقتصادية والعسكرية لمدينة ميلة.

#### ميلة في عصر الولاة
وانتقل إلى ميلة في ذاك العصر الدور الذي كانت تلعبه مدينة قسنطينة في المنطقة قبل الفتح، وصارت ميلة في وقت قصير مقرا إداريا وعسكريا له أهميته ملحقا بالقيروان دون وسيط، في نهاية عصر الولاة وأثناء حكم الاغالبة أصبحت المدينة تدور في فلك طبنة عاصمة الزاب في التنظيم الإداري الجديد الذي أحدثته إدارة الولاية العباسية بأفريقيا

#### ميلة في عهد الأغالبة والفاطمين
ضلت ميلة تتبع إداريا إقليم الزاب في العهد ألأغلبي فاغتنم أبو عبد الله الشيعي فرصة غياب الأمير الأغلبي إبراهيم بن أحمد الذي توجه إلى جزيرة صقلية سنة 289-901م لفتح مدينة طرمين الحصينة بجزيرة صقلية، وكان موسى بن عباس صاحب مدينة ميلة قد أسهم في هذا الغزو بنصف قواته وكانت من العوامل التي سهلت مهمة أبو عبد اللّه الشيعي، قام أبو عبد اللّه الشيعي بإسقاط ميلة وتعين والي جديد عليها يدعى أبو يوسف ماكنون بن ضبارة الأجاني الكتامي عم أبي زاكي وتوالت هزائم الأغالبة وانتصارات الفاطميين إلى أن دخل الداعية الشيعي القيروان واسقط الدولة الأغلبية سنة 298هـ -908م.
ومن ثم نلخص القول أن ميلة كانت أول مدينة أغلبية تسقط في يد الفاطميين وانطلاق وبداية حضارة امتد نفوذها إلى الشام ومصر وبسطت سيطرتها على البحر المتوسط والأقاليم المجاورة.

#### ميلة في عهدالزيرين
بعد انتقال الخليفة المعز لدين الله الفاطمي (352-365هـ/953-975م) إلى مصر سنة 361ه/971م ترك ولاية المغرب إلى بلكين ابن زيري وانتقل الحكم إلى الزيريين حيث تذكر المصادر أن سكان ميلة قاموا بثورة ضد الحاكم الزيري المنصور ابن أبي الفتوح سنة (378هـ/988م) وامتنعوا عن دفع الضرائب وكان ولاءها ضعيفا لأن كتامة ترى أن الحكم أحق إليها من الزيرين الصنهاجيين باعتبارهم ساهموا في بناء الدولة الفاطمية وأصحاب انتصارتها في المشرق والمغرب فزحف إليهم الحاكم بجيش كبير أرعب أهل كتامة ولكنه أوقف الزّحف واتخذ قرار تهجير الأهالي وطردهم إلى باغاي قرب مدينة خنشلة الحالية وبقيت ميلة خالية من السكان لفترة من الزّمن وفقدت أهميتها السياسية والعسكرية ثم أعيد إعمارها وأصبحت تخضع لحاكم قسنطينة.

#### ميلة في عهد الحمادين
رجع إلى مدينة ميلة بريقها ابتداء من القرن الخامس الهجري الحادي عشر الميلادي أثناء حكم الحماديين فانتعشت فيها العمارة وتطورت التجارة وعرفت في ظل الحكم الحمادي نهضة اقتصادية ونشاط تجاري معتبر ساعدها في ذلك الأراضي الزراعية الخصبة المحيطة بها وموقها في ملتقى الطرق الرابطة بين المدن الساحلية والداخلية.

#### ميلة في العهد الموحدين
(524-558هـ/1130-1163م) تراجع دورها الإداري والعسكري وخلفتها قسنطينة في ذلك الدور ولكنها ظلت تحت تأثير الأحداث التي تجري حولها لا سيما الحروب التي قامت ضد الموحدين وضلت المدينة تخضع للحكم الموحدي 70 عاما ولكن ضعف الدولة الموحدية بعد وفاة الحاكم الموحدي يعقوب المنصور وانهزام المسلمين في معركة العقاب سنة (609هـ/1212م) أدى إلى انقسام بلاد المغرب إلى ثلاث دول في النصف الأول من القرن السابع الهجري الثالث عشر الميلادي وهي الدولة الحفصية (تونس) الزبانية (تلمسان) المرينية (فاس).

#### ميلة في عهد الحفصين
كانت ميلة تابعة إلى الدولة الحفصية حيث استطاع أبو زكريا يحيى الحفصي (625-647هـ/1228-1249م) أن يستولي على بلاد كتامة وحواضرها سنة (628هـ/1231م) وأصبحت مدن الشرق الجزائري تخضع للنفود الحفصي وكانت قسنطينة عاصمة الإقليم وميلة تدور في فلكها وتتبعها مباشرة وقد حدد حسن الوزان في القرن (9هـ/15م) مقدار خراجها بحوالي 4000 دينار وعدد سكانها نحو 15000 نسمة يسكنون بنحو 3000 منزل وظلت على هذه الحال إلى أن دخلها الأتراك خلال القرن (10هـ/16م)

#### ميلة في عهد العثمانين
بعد إعلان الجزائر تبعيتها للخلافة العثمانية سنة 1516 شهدت تغيرات إدارية، حيث أصبحت ميلة تابعة إلى بايليك الشرق تخضع لسلطة داي قسنطينة وتذكر المصادر أنها كانت تلعب دورا اقتصاديا هاما فهي مخزن الداي، وقد عمل العثمانيين على إصلاح مبانيها ومساجدها كالرحمانية والقصبة والأسوار والقلاع وتجديد مجاري وسدود المياه وتميز عمرانها في هذا العهد بجمعه بين الطابع العربي الإسلامي والتركي في حين عرفت التجارة والفلاحة والصناعات والفنون ازدهارا خاصا بهذا العهد أيضا، وتضم عدة معالم تعود إلى فترة الحكم العثماني لعل أهمها قصر الأغا بفرجيوة ومسجد سيدي بويحيى.
ولكن لم يدم مثل هذا الحال حيث اقتضت حكمة الخالق ابتلاء بالاستعمار الفرنسي

### ميلة أثناء الاحتلال الفرنسي الفترة الممتدة من 1830 إلى 1954

#### الاحتلال الفرنسي والمقاومة الشعبية بميلة
اعتبر الغزو الفرنسي للجزائر حلقة في الحركة التوسعية الأوربية وتعبيرا عن تفوق البلدان الغربية صناعيا وعسكريا. فالغزو لم يكن لاعتبارات سياسية داخلية طارئة شنتها حكومة تبحث عن انتصارات خارجية، لتغطية مصاعبها الداخلية، فمثل هذه الاعتبارات لا تختلف عن قضية ديون الداي على فرنسا وضربة المروحة، وغير ذلك من الذرائع الدبلوماسية والحجج الدعائية لحملة مبيتة منذ زمن بعيد. فقد تم الغزو في فترة مناسبة بعد تحضير منهجي طويل، فالدولة الجزائرية كانت في حالة أزمة بسبب عدم الاستقرار والوضعية الاقتصادية الصعبة التي زادتها خطورة الحصار الذي فرضته عليها فرنسا طيلة ثلاث سنوات (1827 – 1830).
لذا عندما نزل الجيش الفرنسي وهو أقوى الجيوش الأوروبية يومئذ بشاطئ سيدي فرج في 14 جوان 1830, بقوة قوامها 37 ألف جندي، لم يجد أمامه سوى 15 ألف جندي نظامي جزائري ونفس العدد من المتطوعين.
لقد حاولت هذه القوة أن تشن هجومها مضادا، لكنها وجدت نفسها أمام جيش يفوقها عددا ويتفوق عليها عدة، وأحسن منها تنظيما وتجهيزا، وكانت النتيجة احتلال الجزائر العاصمة. لم تكتف فرنسا بالاحتلال العسكري لمدينة الجزائر ثم عنابة أين أقامت تحصينات لها، بل انتقلت تدريجيا إلى باقي المناطق متبعة سياسة الدم والنار لإخضاع المواطنين والاستحواذ على ممتلكاتهم.

##### احتــلال ميلــة

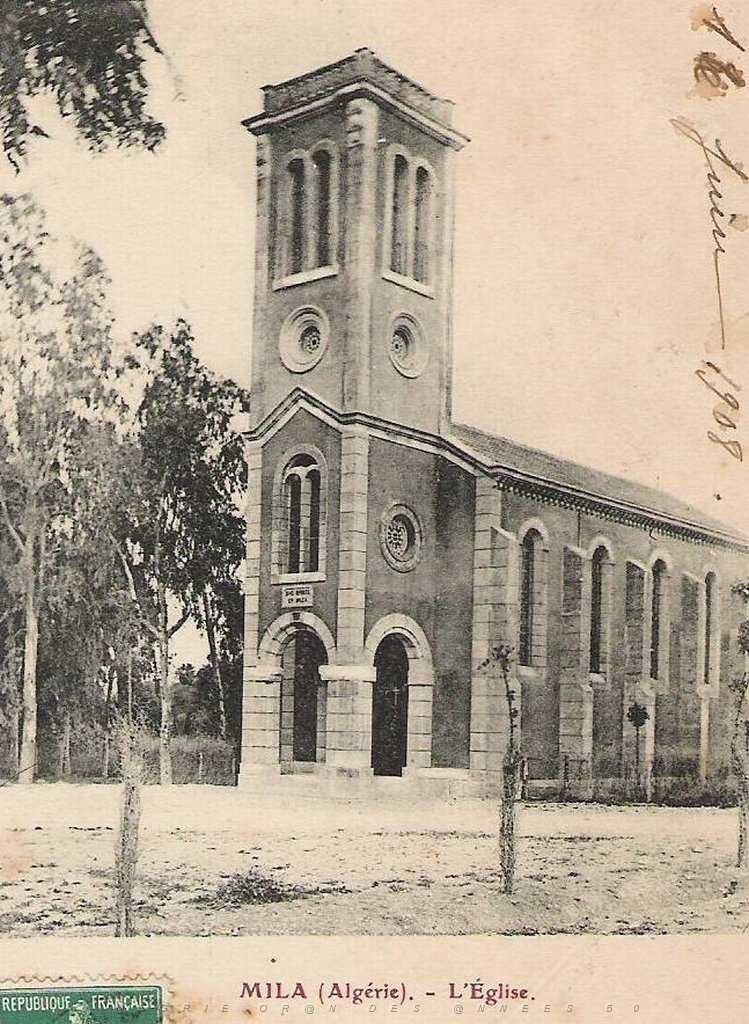
كنيسة ميلة

احتل الفرنسيون مدينة ميلة في 23 أكتوبر من سنة 1838, بقيادة الجينيرال دي قالبوا وقد أظهر سكانها مقاومة عنيفة للاستعمار، حيث نشبت ثورات بمنطقة زواغة وفرجيوة استمرت حوالي 17 سنة من بداية سنة 1849 إلى غاية 1865

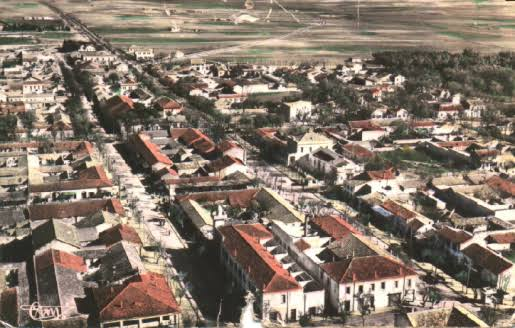
شلغوم العيد

على فترات متقطعة، أرسل الفرنسيون الجنرال (سال) لإخمادها سنة 1849, وكانت هذه السنة فترة مناسبة لتجديد الكفاح لأن فرنسا كانت منشغلة داخليا بالاحتمالات التي لربما ستحدث (بعد ثورة 1848 التي أدت إلى سقوط الحكم الملكي بفرنسا، والعسكري بالجزائر وقيام سلطة مدنية)، والذي بقي بالجزائر كان منشغلا بالقضاء على الثورات المحلية في جهات أخرى، ومنها ثورة سكان زواغة وفرجيوة بالبابور شمال قسنطينة وثورة بني حساين وبني مناد وريغة وبني زقزق في منطقة الجزائر العاصمة ومليانة والمدية التي امتدت بعد ذلك إلى منطقة التيطري وسور الغزلان وأولاد نايل.

##### خلال سنوات 1858 – 1860
تم احتلال معظم مناطق البابور، كما تم القضاء على نفود بورنان من عائلة بن عزالدين التي كانت هي وعائلة بوعكاز بن عاشور بفرجيوة تتقاسمان حكم المنطقة، فنفي بورنان من المنطقة إلى المنطقة المحصورة بين شمال ميلة وسفوح الوادي الكبير التي قسمت إلى عدة مناطق إدارية صغيرة لإضعاف مركز العائلة، أما عائلة بوعكاز بن عاشور بفرجيوة فقد عمل الفرنسيون على إضعافها بطريقة ديبلوماسية حيث أقنعوا رئيسها بالانتقال إلى مدينة قسنطينة للاستقرار بها مع احتفاظه بلقبه الإداري كقائد، وبمداخيله المالية التي يحصل عليها من سكان فرجيوة وذلك في يوم 13/11/1861 وقسموا إدارته إلى منطقتين تخضعان لضابط فرنسي برتبة نقيب.

##### وفي سنة 1864
في الوقت الذي اندلعت فيه ثورة أولاد سيدي الشيخ بالجنوب الوهراني ثار سكان زواغة وفرجيوة بجبال البابور والشمال القسنطيني بزعامة وقيادة أسرة أولاد بني عزالدين في زواغة، وأسرة بني عاشور في فرجيوة وكان ضمن حوافزهم للثورة ثورة إخوانهم في الغرب الوهراني وثورة علي بن غداهم ورفاقه في تونس ضد الباي التونسي الذي أصبح لعبة في أيدي القناصل الأوروبيين الأجانب.
اتهمت السلطة الاستعمارية القائد بورنان بمساعدة الثوار بمنطقة الوادي الكبير وكان أول إجراء قامت به السلطات الفرنسية ضد الثوار اعتقال بوعكاز بن عاشور وأولاد بن عزالدين ومقدم زواغة الرحمان.
و لكن ثوار منطقة ميلة واصلوا المقاومة ضد الاستعمار طوال سنة 1864 وبأساليب مختلفة، فاعتصموا بالمناطق الجبلية وهاجموا القوات الفرنسية وأعوانها من الجزائريين. ولم تمر هذه الأحداث بسلام على سكان المنطقة بل عمدت فرنسا إلى نفي العديد من العائلات عقابا لهم، كما فرضت على السكان غرامات جماعية باهضة، وأسندت السلطة للضباط الفرنسيين الذين شجعوا المعمرين القادمين من أوروبا حيث استولى هؤلاء على الأراضي الخصبة بمنطقة ميلة، وانشأوا قرى استيطانية بعد أن طردوا السكان من أملاكهم وصادروها عنوة وفي سنة 1876 أنشئ المركز الاستعماري بميلة وتم بناء المدينة الجديدة سنة 1877.

#### انتفاضة 08 ماي 1945
تحتل انتفاضة 08 ماي مكانة في تاريخ الحركة الوطنية وتختلف بأسبابها وطبيعتها ونتائجها عن الحوادث السابقة التي عرفتها البلاد منذ الاحتلال الفرنسي.
فمن الجانب الجزائري كانت نواة حركة «أحباب البيان والحرية» أهم حركة علقت عليها الآمال حينذاك، تتألف من عناصر حزب الشعب الجزائري الذين تمثلت مهمتهم في القيام – في خضم الجماهير – بعمل سياسي قانوني. وكان الغرض من هذا النشاط أن ينضوي الشعب برمته تحت مذهب الاستقلال وبرهنت الحظوة الكبيرة التي نالتها هذه العناصر لدى السكان على فكرة الاسقلال التي تظل الشعور العميق والأمنية الوحيدة لكل جزائري.
إن تمكن حركة «أخباب البيان والحرية» من خلق وحدة وطنية جعلت الإدارة الفرنسية تتخوف من عواقبها، وجعلت المعمرين والمتطرفين الفرنسيين يشتدون في التحامل عليها ويحاولون تحطيمها.
كانت المخاوف التي ساورت السلطة الاستعمارية على جانب من الجسامة حيث أن ليستراد كاربونيل (lestrade Carbonnel) عامل عمالة قسنطينة، قد باح بذلك، حين صرح في 26 أفريل 1945 بما يلي: «نحـن على أبواب عمليات كبرى، سنقوم بها ضد حزب سياسي مشهور، قصد حله».
بالنسبة للجزائريين حانت ساعة التعبير عن المشاعر الوطنية وعن تعلقهم بالحرية كغيرهم من شعوب العالم يوم 08 ماي 1945، حيث خرج المتظاهرون حاملين اللافتات والعلم الوطني مرددين عبارات تندد بالاستعمار وتطلب بوعود فرنسا.
ولم تمر الساعات الأولى من الثامن ماي حتى حدث الاصطدام، إثـر اعتـداء محافظ الشرطـة الفرنسية في مدينة سطيف وإطلاقه الرصاص على الشاب شعال بوزيد الذي كان يحمل العلم الوطني الجزائري، ثم امتدت الاستفزازات إلى أكثر مدن وقرى ودواوير القطر، خاصة في قالمة ونواحيها وخراطة ودواويرها. وقد أسفرت العمليات على استشهاد ما يزيد على 45000 من الجزائريين واقتياد الآلاف إلى السجون والمحتشدات، وإعدام العشرات عن طريق المحاكم.

##### انتفاضة 08 ماي 1945 بميلة
لم تقتصر انتفاضة 08 ماي 1945 على المدن ولا على جهة واحدة فحسب، بل امتدت إلى أعماق الريف الجزائري، وما الأحداث التي وقعت في كل من دوار المنار، ودوار تسدان (بلدية تسدان حدادة حاليا), ودوار الروسية (بلدية العياضي برباس) إلا خير شاهد على ذلك. والدواوير الثلاثة لها حدود مع ولاية سطيف من الناحية الجنوبية ويرتبط سكانها بروابط اجتماعية واقتصادية وعرقية متينة مع سكان هذه الولاية. تأثر سكان هذه الدواوير لما حدث لإخوانهم في سطيف وهبوا للثأر والانتقام بما أتيح لهم من إمكانيات، فشنوا هجومات متعددة بالعصي والسكاكين والفؤوس على ثكنات ومراكز الغدارة الاستعمارية:
- ففي دوار زارزة قتل ثلاثة حـراس للغابة (فرنسيين) مع عائلاتهم بمركز تمانتوت مع إحراق وإتلاف كل ما في المركز.
- قتل حارسين للغابة (فرنسيين) بدوار أولاد عامر مركز السكاح مع إتلاف وحرق كل ما في المركز.
- أما في دوار الروسية (بلدية العياضي برباس) فقد تعرض مواطنوها في مشتى قرقوس إلى حارسين للغابة (فرنسيين) وقتلوهما بينما كانا فارين من قبضة مواطني أولاد عامر بمركز السطاح في اتجاه مدينة فرجيوة.
- أما في منطقة فج مزالة (بلدية فرجيوة) فقد اجتمع الشعب في ثلاث نقاط حول البلدية يوم 09 ماي ما بين العصر والمغرب بالمئات شمالا وغربا وجنوبا وتشاوروا في كيفية الهجوم على مقر الدرك وحاكم البلدة والمعمرين القاطنين داخل البلدية. وفعلا فقد وقع الهجوم ليلا، حيث تم إحراق مركز البريد وأضرمت النار في قبو البرج الإداري الذي لجأ إليه المستوطنون والواير والقياد. ونظرا لكون المهاجمين لم يكونوا يحملون سلاحا فعالا ما عدا بعض بنادق الصيد والعصي والسكاكين، فإن الهجوم لم يكن له أثرا عسكريا باستثناء الحرائق وما ألحقوه من تخريب ببعض المؤسسات الاستعمارية.

##### نتائج انتفاضة 08 ماي 1945
بعد هذه الحـوادث مباشـرة تأكد الجـزائريون أن:
- الكفاح السياسي السلمي الذي مارسوه منذ عام 1919 لا يجدي مع استعمار متعنت.
- الوعـود الفرنسية منذ الاحتلال حتى عام 1945 لم يتحقق منها وعد، ولا يمكن أن يتحقق في ظل استعمار استيطاني.
- الجزائري جزائري، لا قيمة له، سواء كان من دعاة الاندماج، أو الإصلاح، أو الاستقلال، وسواء ارتدى البذلة العسكرية الفرنسية، أو رفض ارتداءها.

- إن اعتماد أسلوب الكفاح المسلح فرضته طبيعة الاستعمار في الجزائر، فالنضال الإصلاحي في ظل هذا الوضع لن يؤدي إلى أية نتيجة، وهذا ما أكدته تجربة النضال الوطني منذ الثمانينات من القرن الماضي، فالكفاح المسلح يمثل امتداد للنضال الوطني الأصيل، فهو تعبير وبأسلوب جديد عن رفض المساومة على مقومات الشخصية الوطنية والتأكيد من جهة أخرى بأن الشعب الجزائري شعب عربي مسلم.

### ميلة أثناء الاحتلال الفرنسي الفترة الممتدة من 1954 إلى 1962

#### الفاتح من نوفمبر 1954

##### التحضير لأول نوفمبر 1954
كانت مجازر الثامن ماي 1945 مريرة بالنسبة للحركة الوطنية. أثبتت للشعب، وأكدت للمناضلين والمكافحين بأن حرية الجزائر لا يمكن أن تتحقق بوسائل «اللاعنـف». يضاف إلى ذلك اختلاف اتجاه الأحزاب السياسية، وتباين أهدافها ووسائلها وأفكارها، وتأزم الأوضاع فيما بينها، مما زاد في إعراض الشعب عنها وعدم اكتراثه بها، واهتمامه بأوضاعه الإجنماعية (الفقر، الجهل، الأمراض والأوبئة).
ومن الأسباب المباشرة التي عجلت بتنفيذ هذه الفكرة:
- انقسام حزب حركة انتصار الحريات الديمقراطية على نفسه (مؤيدين لمصالي الحاج-المصاليون-و أعضاء اللجنة المركزية المعارضون لهم-المركزيون-) ودخول المناضلين في صراع حاد.
- تشكيل "اللجنة الثورية للوحدة والعملة، التي وضع أعضاؤها نصب أعينهم إنشاء جبهة وجيش التحرير الوطنيين والبدء في الكفاح المسلح حتى الاستقلال التام لكافة التراب الوطني.

و تشكلت النواة الأولى لهذه الحركة من مناضلين أطلق عليهم اسم مجموعة الاثنين والعشرين (22) ومن بينهم من أبناء ميلة :لخضر بن طوبال، عبد الحفيظ بوصوف.

##### انطـلاق الثورة التحريرية
انطلقت الثورة المباركة على الساعة الصفر ليلة الفاتح من نوفمبر 1954, وكان بعض أبناء ميلة من السباقين للمشاركة في هجوم المجاهدين على مركز العدو في منجم سيدي معروف، منهم لخضر بن طوبال وعلي زغدود آخرون. وتأتي هذه الهجومات واستعمال العنف، وإطلاق الرصاص ضد نختلف مراكز السلطة العسكرية الاستعمارية المغتصبة كإعلان من طرف الجزائريين عن بداية استعمال العنف بثورة مسلحة جادة، ليس حبا في سفك وإراقة دماء الفرنسيين ولكن لاسترداد حقوقهم المغتصبة.
حضر شعب هذه الولاية (ميلة) كل أحداث الثورة البارزة على مدى سبع سنوات ونصف، فقد كان حاضرا في هجومات 20 أوت 1955 وإضراب الثمانية أيام سنة 1957 والمظاهرات الشعبية عامي: 1960-1961 التي عمت أغلب القرى والمدن بتراب الولاية. بالرغم من أن الاستعمار الفرنسي قتل الآلاف من مجاهدين ومسبلين وفدائيين ومناضلين وعامة الشعب، وأحرق عشرات المداشر، وجعل ثمانية عشر منطقة محرمة، إلى جانب ارتكاب جرائم بشعة في لاحق الجزائريين حيث ظلت المقابر الجماعية مثالا شاهدا على ذلك في مناطق مختلفة من الولاية (بلدية المشية 165 شهيد، بلدية زغاية 321 شهيد...)، وأنشأ مراكز ومعسكرات للقمع والتعديب وإرهاب الشعب مثل معسكر كاف بودرقة ورجاص والراشد، إلا أن الشعب تمسك بجبهة وجيش التحرير الوطنيين، وشكل صفا واحدا تحطمت عليه أمواج الاستعمار حتى الاستقلال.

#### سقـوط أول شهيـد بالولاية
عرفت سنة 1954 وبالضبط يوم 21 ديسمبر سقوط أول شهيد للثورة التحريرية بالولاية وهو (مغلاوي مسعود) بمشتة أولاد القايم بلدية سيدي خليفة مسقط رأسه. تعتبر هذه المشتة قاعدة خلفية لمختلف قادة الحركة الوطنية في نشاطاتهم الحزبية السرية، إذ كثيرا ما ترددوا عليها للاختفاء عن أنظار سلطات العدو أحيانا وللعمل الحزبي أحيانا أخرى. وقد كان منزل الشهيد مغلاوي مسعود من الأماكن التي تردد عليها مناضلون من امثال: عمار بن عودة، لخضر بن طوبال، العربي بن رجم، زغدود علي وآخرون.
مع انطلاق الثورة التحريرية بدأ الشهيد يختفي عن الأنظار، وفي مساء يوم 20/12/1954 عاد المناضل مغلاوي مسعود إلى مسقط رأسه بمشتة أولاد القايم، وفي الحافلة التي رجع فيها التقى مع الشانبيط التابع لقائد (القايد) المنطقة، وقد حدث شجار بينهما. فما كان من الشانبيط إلا أن أبلغ قائده. بما جرى بينه وبين الشهيد، وفجر يوم 21/12/1954 اشتشهد الشهيد قتلا برصاص الدرك خفية، ليعودوا صباحا لفحص الجثة وكأنهم لا يعلمون شيئا.

#### هجـومات 20 أوت 1955
تعتبر هجومات 20 أوت 1955 على الشمال القسنطيني منعطفا تاريخيا هاما في مسيرة الثورة التحريرية الكبرى، إذ تميزت بشمولية العمل المسلح واستمراريته.
يعتبر الشهيد زيغود يوسف صاحب فكرة الهجوم، وقد عبر عن أهميته بقوله: «اليوم أصبحت القضية قضية موت أو حياة، ففي نوفمبر كانت مسؤولياته تنحصر في تحرير الوطن وتنفيذ الأوامر، ولكن اليوم وجب علينا أن نختار إحدى الطريقتين: إما أن تشن غارات عامة يحث من جرائها الانفجار الشامل، وبالتالي نحث كل الجهات على مضاعفة عملياتها ويذاع صوت كفاحنا بكل صراحة على المستويين الداخلي والخارجي وإما أن يموت هذا بمثابة برهان على أننا عاجزون أن نقود هذا الشعب إلى الاستقلال......»
و كان من اهداف هذه الهجومات:
- فك الحصار المضروب على منطقة الأوراس وبعض المناطق المجاورة لها.
- إثبات قدرة جبهة التحرير الوطني على التخطيط والتنسيق والتنفيذ وضعف دفاع العدو أمام هجومات جيش التحرير الوطني المدعم بالجماهير الشعبية.
- تعبئة الشعب الجزائري وجماهيره لإمداد جيش التحرير الوطني بشريا وماديا.
- كسب انضمام كل تيارات الحركة الوطنية والشخصيات السياسية الجزائرية المرتبطة بالأحزاب في صفوف جبهة التحرير الوطني لتوحيد جهودها من أجل الاستقلال.

فيما يتعلق بناحية ميلة، ففي إطار التحضيرات الجارية عقد اجتماع بدوار بني صبيح ببلدية السطارة بولاية جيجل حاليا بمكان يدعى طهر القيقب في السابع عشر أوت تحت إشراف عبد الله بن طوبال، وقد دام هذا الاجتماع ثلاث أيام، وتميز بالسرية التامة.
وفي يوم 19 أوت أي اليوم الثالث من الاجتماع قدم قادة الثورة توجيهات وإرشادات لجنود جيش التحرير الوطني حثوهم من خلالها على أداء واجبهم المقدس نحو وطنهم وتحليهم بالشجاعة والصمود والصبر أمام جيش المستعمر المسلح تسليحا حديثا. كما تم في هذا الاجتماع توزيع قوات جيش التحرير الوطني بالناحية حسب الأماكن التي يعرفها المجاهدون، بحيث توزع المجاهدون المنتمون إلى مدينة ميلة بقيادة الشهيد زغدود علي (علي العواطي) على الأماكن التالية:
- قاسراس التابعة لبلدية سيدي معروف، مدينة القرارم قوقة، مدينة ميلة، جسر أولاد وارزق، معركـة حمام بني هارون يوم 20 اوت 1955:
في عشية التاسع من شهر أوت 1955 أعطيت الأوامر للمجاهدين المتمركزين بمنطقة حمام بني هارون بعدم مغادرة المكان وذلك من أجل أداء مهمة عسكرية.
في يوم 20 أوت نصب المجاهدون كمينا لقوات العدو القادمة من الميلية (ولاية جيجل), والمتكونة من 02 الفتراك و 06 جيب على متنهم حوالي 40 عسكريا فرنسيا تجر وراءها عربات صغيرة. أما المجاهدون فقد بلغ عددهم ما يقارب 60 فردا منهم حوالي 20 بأسلحة عسكرية أما البقية فمسبلين مزودين بأسلحة بيضاء. بلغت خسائر العدو في هذه المعركة 09 قتلى، وقد غنم المجاهدون العربات الصغيرة المعبأة بالأدوية والألبسة، كما سجل استشهاد مجاهد واحد.

#### التحاق الطلبة بصفوف الثورة التحريرية
تجمع كل المصادر على أن الطلبة الجزائريين بمختلف تنظيماتهم الطلابية ومشاربهم الفكرية والسياسية لم يلبوا نداء الفاتح من نوفمبر 1954 إلا في إطار فردي، فأغلب اعتقدوا أن دورهم يجب أن يقتصر على العمل الدعائي داخل الجزائر وخارجها، ومحاولة إقناع زملائهم الفرنسيين بشرعية كفاح الشعب الجزائري، وخلال هذه الفترة نظم الطلبة والتلاميذ الجزائريون ندوات وجمعيات وملتقيات ومحاضرات للتعريف بالثورة وأهدافها ومراميها في مختلف الميادين، لكن الشرطة الفرنسية ضايقتهم واعتقلت الكثير منهم وعذبتهم بدعوى تأييدهم للثورة ومساندتهم لها.
لما يئس الجزائريون من محاولت إقناع زملائهم الفرنسيين بشرعية كفاحهم اقترحوا إنشاء تنظيم طلابي جديد، انعقد مؤتمره الوطني التأسيسي ما بين 8 و 14 جويلية سنة 1955 في قاعة الـMUTUALITE, ومنذ أن أنشأ الاتحاد العام للطلاب المسلمين الجزائريين أصبح نشاطه في اطار المنظور العام لحركة التحرير الوطني. وعلى غرار إخوانهم الطلبة في بقية أرجاء الوطن غادر طلبة الناحية الثالثة التاريخية (ميلة) مقاعد الدراسة للالتحاق بصفوف الثورة المجيدة وتركوا القلم ليحملوا البندقية لتحرير الوطن، فتعززت بهم صفوف جيش التحرير الوطني وأصبح منهم الضابط والطبيب والمحافظ السياسي.... الخ. وعمل الكل صفا واحدا تحت قيادة جبهة وجيش التحرير الوطني.

#### الموقف من استفتاء 1958
بعد أن تحطمت كل المحاولات الاستعمارية وباءت عمليات القمع بالفشل، وسقط رؤساء الحكومات الواحد تلو الآخر
قام بعض الضباط وأنصار الجزائر الفرنسية بانقلاب في 13/05/1958 وأسفر ذلك عن تكوين لجنة للإنقاد العمومي تحت إشراف الجنرال سالان، وجعل الكل يطالب بعودة الجنرال ديغول إلى الحكم، على أمل أن ينقد فرنسا من الانهيار والإفلاس الذين تردت فيهما، ويضمن بقاء الجزائر فرنسية إلى الأبد.
ولم تستطع حكومة فليملان الضعيفة أن تفعل شيئا حيث وجدت نفسها غارقة إلى الأذقان في مشاكل لا طائل تحتها، فقررت هي الأخرى قبول فكرة دعوة ديغول لتسلم الحكم.
و في بداية شهر جوان تسلم ديغول رئاسة الوزارة، ثم توجه إلى الجزائر في اليوم الخامس من نفس الشهر حيث قدّم للجيش تشكراته، وأعلـن عزمه على تطبيق سياية الإدماج وتحقيق المساواة بين الجزائريين والفرنسيين، ثم قام بزيارة ثانية إلى الجزائر في الشهر الموالي (جويلية), حيث أعلن نفس أفكاره السابقة، وأخذ يمهد الجو للانتخابات المقبلة التي ستجرى في 28 سبتمبر 1958.
تمت عملية الاستفتاء بفرنسا والجزائر حول دستور الجمهورية الخامسة بتاريخ 28/09/1958، حيث سجلت النتائج التالية: نسبة 79.05% صوتت بنعم و 20.75% بلا، فألغي دستور الجمهورية الرابعة، ومن ثمة أصبح الجنرال يتمتع بسلطة لا ينازعه أحد فيها.
كانت الثورة بالمرصاد لكل مخططات العدو، وكانت تعرف مقدما ماهية هذا الرجل. لقد كانت لها تجربة مريرة معه سنة 1945, حيث أشرف على عملية التقتيل الجماعي في 08 ماي من نفس السنة. بدأت الثورة بصور مكثفة في توعية الشعب حول مدى خطورة هذا الرجل بصفته استعماريا قويا يمتلك قاعدة عسكرية قوية، أما عن الاستفتاء في الجزائر فقد عملت الثورة على اتخاد إجراءات صارمة، فقبيل وقوع العملية بأيام قليلة عقد اجتماع موسع بالولاية الثانية ضم جميع الإطارات من عريف فما فوق لتدارس الوضع، وقد تقرر فيه مايلي:
- إنشاء لجان ثورية لتوعية الشعب حول خطورة هذا الاستفتاء ومراميه في إطار تجمعات شعبية ليلية.
- توزيع المناشير على القرى الحضارية بواسطة خلاياها السرية، توضح فيها الأبعاد الخطيرة لهذه العملية والدعوة إلى مقاطعتها، أما في الريف فقد كان الاتصال مباشرة في هذا الصدد.
- ترحيل قسم من الشعب القاطن بمنطقة السهول إلى المناطق الجبلية خوفا عليه من بطش الاستعمار حين يمتنع عن الاستفتاء، وقد تم توزيعه على سكان الأرياف الجبلية تحت إشراف جيش وجبهة التحرير الوطني، ومما تجدر الإشارة إليه هنا ان الكثير من أفراد الشعب فروا بماشيتهم تلقائيا إلى المناطق الجبلية.

هذا على الصعيد التنظيمي أما على الصعيد العسكري فقد قررت الثورة:
- مواجهة الاستفتاء بعمليات عسكرية واسعة تشمل جميع أرجاء الولاية، ترافقها أعمال التدمير لمرافق العدو واقتصادياته.
- قطع خطوط الهاتف والكهرباء وتخريب خزانات المياه والطرقات لشل حركة اتصاله، وقد شارك الشعب إلى جانب جيش التحرير في جميع هذه العمليات ونذكر على سبيل المثال: الخط الهاتفي الواصل بين قسنطينة وميلة وخزانات المياه بالقرارم قوقة ووادي النجاء، كما نسف جسر عين التين عن آخره تحت قيادة المجاهد لبصير محمود.
- حرق ضيعات المعمرين وعتادهم الزراعي، مثل ما حدث بعين البيضاء بالقرارم قوقة.
- نصب كمائن في كثير من نواحي الولاية صبيحة يوم الاستفتاء، ومن أهم الكمائن التي تحولت إلى معارك دامية كمين شعبة الواعر ناحية ابن زياد الذي دام يوما كاملا وأسفر عن سقوط طائرتين حربيتين من نوع جكوار ناهيك عن الخسائر البشرية الفادحة التي أصيب بها العدو، وهذا ما أدلى به قائد العملية نفسه المجاهد لبصير صالح المدعو محمود.
- رفع الراية الجزائرية لأول مرة في هذه المناسبة في كل من جبل مسيد عيشة بالقرارم قوقة وجبل عين التين.
- رفض أبناء المشاتي التابعين لمركز كاف بودرقة الإدلاء بأصواتهم لهذا الاستفتاء وقيامهم بإفشاله وهدا ما أسفر عنه اشتباكات عنيفة بين الجنود الفرنسيين وأهالي المشاتي، هدا ما تسبب في سقوط شهيدين واللعديد من الجرحى.

أما رد فعل العدو عن فشل الاستفتاء فقد كان عنيفا حيث:
- اعتقل 60 مواطنا في مدينة ميلة، فقتل البعض وزج بالبعض الآخر وفي السجون.
- سقوط 11 شهيدا مدنيا في بلدية تاجنانت.

## السكان
| ذكور   | فئة عمرية     | إناث   |
| ------ | ------------- | ------ |
| 1٬314  | 85 سنة وأكثر  | 1٬377  |
| 2٬095  | 80 إلى 84 سنة | 1٬955  |
| 3٬847  | 75 إلى 79 سنة | 3٬712  |
| 5٬756  | 70 إلى 74 سنة | 5٬432  |
| 6٬768  | 65 إلى 69 سنة | 7٬108  |
| 8٬274  | 60 إلى 64 سنة | 8٬284  |
| 11٬829 | 55 إلى 59 سنة | 11٬356 |
| 14٬836 | 50 إلى 54سنة  | 14٬891 |
| 18٬908 | 45 إلى 49 سنة | 19٬307 |
| 21٬232 | 40 إلى 44 سنة | 21٬716 |
| 22٬947 | 35 إلى 39 سنة | 23٬635 |
| 28٬670 | 30 إلى 34 سنة | 28٬796 |
| 37٬709 | 25 إلى 29 سنة | 36٬601 |
| 45٬801 | 20 إلى 24 سنة | 44٬555 |
| 46٬635 | 15 إلى 19 سنة | 45٬842 |
| 40٬473 | 10 إلى 14 سنة | 38٬886 |
| 32٬225 | 5 إلى 9 سنوات | 31٬184 |
| 37٬192 | 0 إلى 4 سنوات | 35٬509 |
| 79     | غير معروف     | 149    |

## التقسيم الإداري

1. ميلة•2. شلغوم العيد•3. فرجيوة•4. القرارم قوقة•5. وادي النجاء•6. الرواشد•7. ترعي باينان•8. تسدان حدادة•9. عين البيضاء حريش•10. سيدي مروان•11. التلاغمة•12. بوحاتم•13. تاجنانت

انبثقت ولاية ميلة عن التقسيم الإداري لسنة 1984، وتتكون من 13 دائرة و 32 بلدية.
1. دائرة ميلة: (ميلة، عين التين وسيدي خليفة.)
2. دائرة شلغوم العيد: (شلغوم العيد، عين الملوك ووادي العثمانية.)
3. دائرة فرجيوة: (فرجيوة ويحيى بن قشة.)
4. دائرة القرارم قوقة: (القرارم قوقة وحمالة.)
5. دائرة وادي النجاء: (وادي النجاء، أحمد راشدي وزغاية.)
6. دائرة الرواشد: (الرواشد وتبرقنت.)
7. دائرة ترعي باينان: (ترعي باينان، عميرة أراس وتسالة لمطاعي.)
8. دائرة تسدان حدادة: (تسدان حدادة ومينار زرزة.)
9. دائرة عين البيضاء حريش: (عين البيضاء حريش والعياضي برباس.)
10. دائرة سيدي مروان: (سيدي مروان والشيقارة.)
11. دائرة التلاغمة: (التلاغمة، وادي سقان والمشيرة.)
12. دائرة بوحاتم: (بوحاتم ودراحي بوصلاح.)
13. دائرة تاجنانت: (تاجنانت، بن يحيى عبد الرحمان وأولاد خلوف.)

## الولاة
| الرقم | الوالي                  | تاريخ التنصيب  | إنتهاء المهام بالولاية              |
| ----- | ----------------------- | -------------- | ----------------------------------- |
| 01    | عبد القادر بن عيادة     | 04 أفريل 1984  | 26 جويلية 1989                      |
| 02    | محمد هني                | 26 جويلية 1989 | 21 أوت 1991                         |
| 03    | لوردي عبد الصمد         | 21 أوت 1991    | 25 جوان 1994                        |
| 04    | مراد بوسلامة            | 26 جوان 1994   | 27 جويلية 1996                      |
| 05    | عبد العزيز بن وارث      | 27 جويلية 1996 | 22 أوت 1999                         |
| 06    | مختار تاهيدوسي          | 22 أوت 1999    | 17 أوت 2004                         |
| 07    | جمال الدين صالحي        | 17 أوت 2004    | 30 سبتمبر 2010                      |
| 08    | عبد الرحمان كاديد       | 30 سبتمبر 2010 | 22 جويلية 2015                      |
| 09    | عبد الرحمان مدني فواتيح | 22 جويلية 2015 | 14 أكتوبر 2016                      |
| 10    | خنفر محمد جمال          | 14 أكتوبر 2016 | 13 جويلية 2017                      |
| 11    | أحمودة أحمد زين الدين   | 13 جويلية 2017 | 09 سبتمبر 2018 (توفي إثر وعكة صحية) |
| 12    | محمد عمير               | 27 سبتمبر 2018 | 25 جانفي 2020                       |
| 13    | مولاي عبد الوهاب        | 25 جانفي 2020  | 20 سبتمبر 2022                      |
| 14    | مصطفى قريش              | 20 سبتمبر 2022 | حالي                                |

## الطرق الوطنية
تمر عبر ولاية ميلة العديد من الطرق الوطنية، منها
- الطريق الوطني رقم 5 (طريق قسنطينة).

- الطريق الوطني رقم 5أ (التلاغمة- واد العثمانية- سيدي خليفة- عين التين) بمجموع 42 كم
- الطريق الوطني رقم 27 (قسنطينة- قرارم قوقة- عنوش علي- سيدي معروف- الميلية)
- الطريق الوطني رقم 77 أ (تامنتوت- فرجيوة- العلمة)
- الطريق الوطني رقم 79 (فرجيوة- واد النجاء- زغاية- ميلة- عين التين- ابن زياد- قسنطينة)
- الطريق الوطني 79أ (ميلة- قرارم قوقة)
- الطريق الوطني رقم 100 (ط.و. 77أ جنوب فرجيوة- بوحاتم- شلغوم العيد- التلاغمة- أولاد حملة- عين مليلة- عين كرشة- عين فكرون)
- الطريق الوطني رقم 105 (زغاية- جيملة)

## الصحة
تشتمل الولاية على عدة مرافق صحية وعيادات جوارية ومستشفيات نخص منها بالذكر
- مستشفى محمد مداحي بفرجيوة
- مستشفى واد العثمانية
- مستشفى الإخوة مغلاوي بميلة
- مستشفى الإخوة طوبال بميلة
- مستشفى شلغوم العيد
- المستشفى المتخصص في الأمراض العقلية بواد العثمانية
- المؤسسة العمومية للصحة الجوارية بميلة
- المؤسسة العمومية للصحة الجوارية فرجيوة
- المؤسسة العمومية للصحة الجوارية شلغوم العيد
- المؤسسة العمومية للصحة الجوارية تاجنانت
- المؤسسة العمومية للصحة الجوارية عين البيضاء أحريش.

## أقدم بلديات ولاية ميلة
- بلدية ميلة Mila: وتعد من أقدم بلديات الولاية، اذ يوجد بها اقدم مدينة في شمال افريقيا (ميلاف)، اذ تعاقبت عليها مختلف الحضارات والتي لا تزال آثارها شامخة لحد الآن (مدينة ميلة القديمة)، والتي يوجد بها أول مسجد في الجزائر (مسجد سيدي غانم) والذي بني على يد الصحابي أبو المهاجر دينار سنة 59 هجري.
- بلدية بوحاتم 1962 bouhatmأحد احياء بلدية زغاية

أحد احياء بلدية زغاية

- بلدية واد العثمانية Oued athmenia 1860.
- بلدية واد سقان 1862 Oued seguin (تم غلق البلدية سنة 1879) وجعلها تتبع بلدية واد العثمانية.
- بلدية بني قشة Lucet 1863 (تم غلق البلدية سنة 1879) وجعلها تتبع بلدية فج أمزالة.
- بلدية زغاية Zeraia 1881 بعد أن كانت عبارة عن مركز سنة 1867.
- بلدية فج أمزالة 1863 Fedj m'zala.
- بلدية سيدي مروان 1881 Sidi marouane.
- بلدية عين التين Ain tinn 1881.
- بلدية الرواشد Rouached 1883.
- بلدية القرارم Grerem 1888.
- بلدية تيبرقنت Tibrgent 1890.
- بلدية أحمد راشدي Richelieu 1897.
- بلدية شلغوم العيد Chateaudun du rhmel 1899.

## التعليم الجامعي
تضم هذه الولاية العديد من الجامعات ومؤسسات التعليم الجامعي، منها:
- المركز الجامعي لميلة.[2]

## وصلات خارجية
- خبار بلادي.. الجزائر.. ولاية ميلة
- ثانوية شهداء الصراف تاجنانت -ميلة-
- منتدى اكمالية الأمير عبد القادر -ميلة-
- منتدى اكمالية شنينبة حسين -ميلة-
- الموقع الخاص بالمركز الجامعي -ميلة-

1. ↑  السكان المقيمين في الولاية حسب السن والجنس. نسخة محفوظة 21 أكتوبر 2016 على موقع واي باك مشين.
2. ↑  الموقع الرسمي لجامعة ميلة. نسخة محفوظة 29 ديسمبر 2017 على موقع واي باك مشين.